# Lécera (kommunhuvudort)
Lécera är en kommunhuvudort i Spanien.   Den ligger i provinsen Provincia de Zaragoza och regionen Aragonien, i den östra delen av landet, 260 km öster om huvudstaden Madrid. Lécera ligger 534 meter över havet och antalet invånare är 766.
Terrängen runt Lécera är platt åt nordost, men åt sydväst är den kuperad. Runt Lécera är det glesbefolkat, med 9 invånare per kvadratkilometer. Närmaste större samhälle är Albalate del Arzobispo, 19,1 km sydost om Lécera. Trakten runt Lécera består till största delen av jordbruksmark.